# 愛德華茲冰川
愛德華茲冰川（英語：Edwards Glacier），是南極洲的冰川，位於維多利亞地的彭內爾海岸，流經丹尼爾斯山脈，美國地質調查局根據測量和該國海軍的空中照片繪入地圖，現時由南極條約體系管理。